# Ampulex fasciata
Ampulex fasciata är en  stekelart som beskrevs av Louis Jurine 1807.
Ampulex fasciata ingår i släktet Ampulex och familjen Ampulicidae. Inga underarter finns listade i Catalogue of Life.